# Niek van Oosterum
Niek Van Oosterum (Den Helder, 16 aprile 1974) è un pianista olandese.

## Biografia
Van Oosterum ha preso le sue prime lezioni di pianoforte all'età di sette anni. Nel 1987 ha proseguito gli studi con Jan Wijn al Conservatorio di Amsterdam. Lì ha conseguito il diploma di conservatorio con lode nel giugno 1998. All'inizio del 2000, Niek è stato ammesso all'Universität der Künste Berlin, dove ha studiato con la professoressa Elena Lapitskaja. Questo perfezionamento è stato possibile in parte perché il Clara Haskil Fund ha concesso a Niek una sovvenzione. Nel 2004 ha anche conseguito con successo il diploma a Berlino. Successivamente ha studiato con il professor Boris Bloch alla Folkwang Hochschule di Essen, dove ha sostenuto l'esame di più alto livello nel febbraio 2006. Niek ha anche seguito masterclass con, tra gli altri, Giorgy Sebök, Eugen Indjicen e Vitaly Margulis.
Dopo aver vinto diversi concorsi nei Paesi Bassi (Steinway, 1986; SJMN, 1988; Edith Stein Competition, 1989), la sua grande svolta è arrivata nel 1990 quando ha vinto il primo premio del Concorso Eurovision Young Musicians a Vienna. Negli anni seguenti ha suonato, tra gli altri, con la Orkest van het Oosten, Het Gelders Orkest, la Residentie Orkest, la Royal Orchestra of Flanders, l'Orquesta Filarmónica de Buenos Aires, la Stuttgart Philharmonic, la Berliner Symphoniker e con molte altre orchestre.
Nel maggio 2005 Niek vince il "Förderpreis des Köhler Osbahr Stiftung" a Duisburg. Ha poi suonato al concerto di presentazione al Theater van Duisburg.
Oltre ai recital da solista, Niek suona regolarmente anche musica da camera. Forma un duo di pianoforti con Bas Verheijden (1998 Gouden Vriendenkrans, 1999 concerto di presentazione Nederlands Impresariaat) e un duo violino-pianoforte con Saskia Viersen e in varie altre formazioni.

## Discografia
- Čajkovskij, Concerto per pianoforte e orchestra n. 1, con l'orchestra Berliner Symphoniker;
- Stravinskij, Concerto per pianoforte e fiati, con la Koninklijke Militaire Kapel;
- César Franck, Ottorino Respighi, Sonate per violino e pianoforte, con Saskia Viersen;